# Monocerotesa phoeba
Monocerotesa phoeba là một loài bướm đêm trong họ Geometridae.